# John Barnard
John Edward Barnard (Wembley, Londres; 4 de mayo de 1946) es un ingeniero y diseñador de automovilismo británico. A Barnard se le atribuye la introducción de dos nuevos diseños en la Fórmula 1: el chasis compuesto de fibra de carbono visto por primera vez en 1981 con McLaren y la caja de cambios semiautomática, accionada por manetas (o palancas) al volante, que introdujo en el Ferrari 640 en la temporada de 1989.

## Carrera
Barnard obtuvo un diploma de Watford College of Technology en la década de 1960 y, a diferencia de muchos de sus contemporáneos, no siguió una larga carrera académica, sino que eligió unirse a General Electric Company .
En 1968, Lola Cars en Huntingdon contrató a Barnard como diseñador júnior y comenzó a trabajar en muchos de los proyectos del fabricante de chasis, incluidos los autos de Fórmula Vee y numerosos autos deportivos. Mientras estaba en Lola, Barnard conoció a Patrick Head, quien más tarde ayudó a Frank Williams a fundar el equipo Williams de Fórmula 1. Los dos ingenieros se hicieron buenos amigos y Head fue el padrino de boda de Barnard a principios de la década de 1970.
En 1972, Barnard se unió al equipo McLaren de F1 y permaneció durante tres años trabajando junto a Gordon Copuck en el diseño del chasis M23 ganador del campeonato y otros proyectos de McLaren, incluido el equipo de IndyCar.
Para 1975, Barnard había sido contratado por Parnelli Jones para trabajar junto a Maurice Philippe en el diseño del chasis del equipo (Parnelli VPJ4) que hizo campaña de 1974 a 1976. El mejor resultado de los autos fue el cuarto lugar de Mario Andretti en el Gran Premio de Suecia de 1975. Después de que Philippe dejó Vel's Parnelli Jones Racing, Barnard modificó el diseño del circuito Indycar. Siguieron más diseños de Indycar y en 1980 el chasis Chaparral 2K diseñado por Barnard llevó a Johnny Rutherford a las prestigiosas 500 Millas de Indianápolis y al título de pilotos de CART.

### Era McLaren

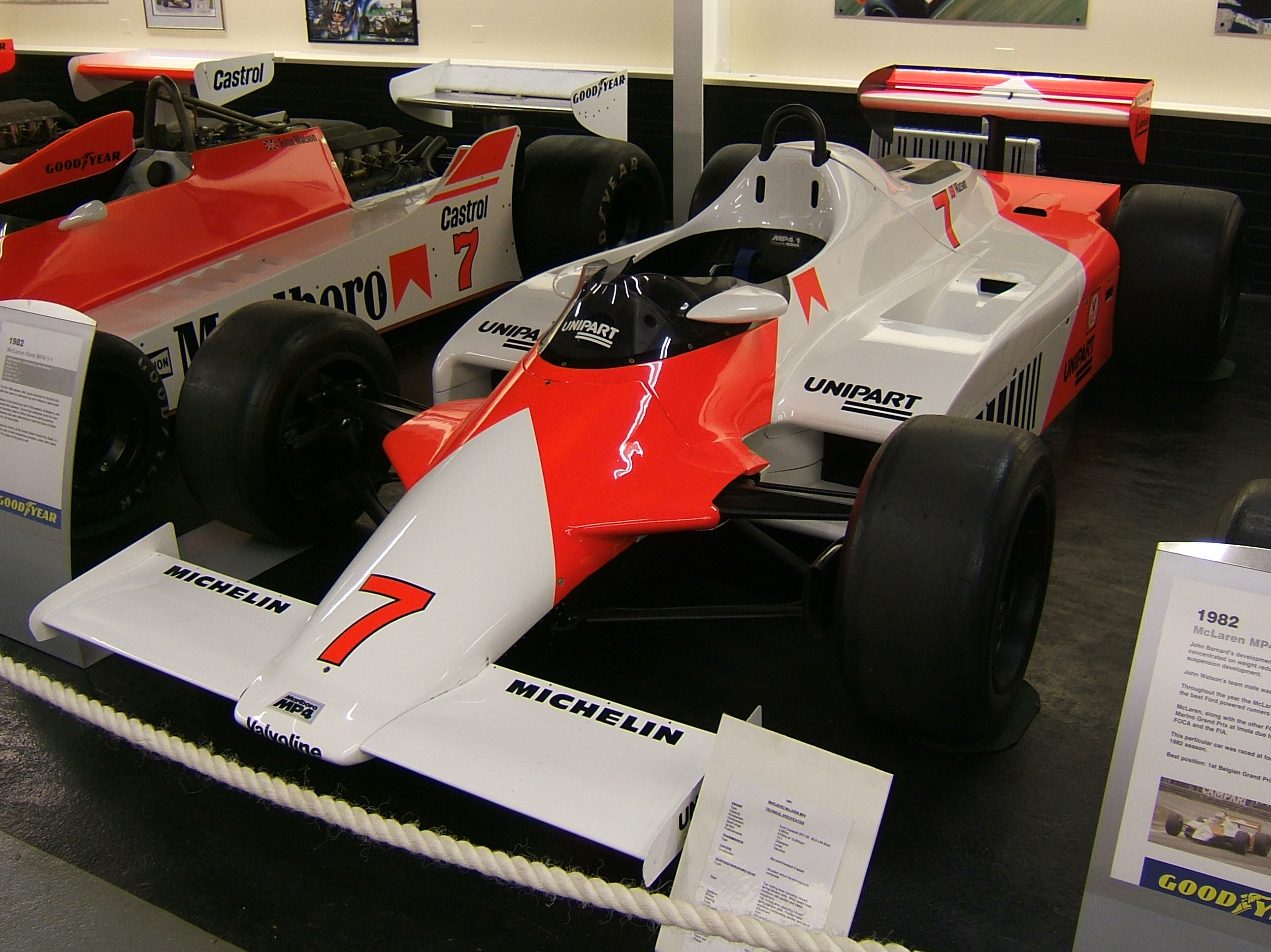
El McLaren MP4/1 fue el primer coche de Fórmula 1 en utilizar el ahora omnipresente monocasco compuesto de fibra de carbono.

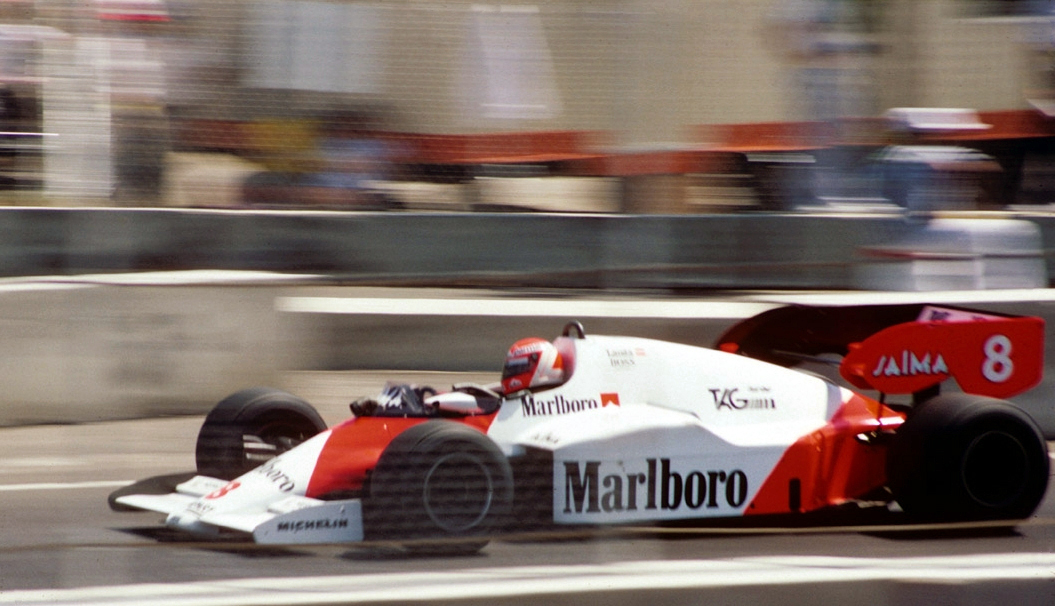
Niki Lauda en el McLaren MP4/2 ganador del campeonato de 1984.

Su éxito en los Estados Unidos hizo que Barnard llamara la atención del nuevo jefe del equipo McLaren, Ron Dennis, y en 1980 se unió al equipo y comenzó a trabajar en el McLaren MP4/1, el primer chasis compuesto de fibra de carbono en la Fórmula 1, junto al Lotus 88 diseñado por Colin Chapman. El chasis en sí fue construido por el patrocinador del equipo Hercules Aerospace en los EE. UU., luego de que el exaprendiz de Hercules y luego el ingeniero de McLaren, Steve Nichols, le aconsejaron a Barnard que la compañía con sede en los Estados Unidos. podría ser su mejor opción. Barnard, junto con Dennis, había estado buscando sin éxito en Inglaterra una empresa dispuesta a asumir el trabajo.
El MP4/1 revolucionó rápidamente el diseño de autos en la Fórmula 1 con nuevos niveles de rigidez y protección para el piloto. En el Gran Premio de Italia de 1981 en Monza, la fuerza del MP4/1 se puso a prueba públicamente cuando John Watson sufrió un accidente masivo en su MP4/1 al salir de la segunda curva de Lesmo. Muchos temían lo peor para el irlandés, ya que accidentes como ese en la Fórmula 1 a menudo provocaban la muerte del piloto. Sin embargo, la fuerza del monocasco de fibra de carbono (del que muchos en la F1 se habían mostrado escépticos) hizo que Watson sobreviviera ileso para sorpresa y deleite de muchos, entre ellos el propio Watson y Barnard. En cuestión de meses, el diseño había sido copiado por muchos de los rivales de McLaren. En 1983, Barnard fue pionero en la forma de «botella de Coca-Cola» de los pontones aún visibles hasta el día de hoy.
Durante su tiempo con el equipo, McLaren se convirtió en la fuerza dominante dentro de la Fórmula 1, ganando títulos de pilotos para Niki Lauda en 1984, y Alain Prost en 1985 y 1986, con las dos primeras temporadas con honores de constructores y el equipo perdiendo por poco la victoria. Williams en 1986 por un tercero. La temporada 1984 también vio a los pilotos de McLaren Lauda y Prost ganar 12 de 16 carreras con el McLaren MP4/2 con motor TAG-Porsche (Prost ganó siete, Lauda cinco, pero el austríaco anotó en más carreras y ganó el campeonato por solo medio punto de su compañero de equipo). Cuando Barnard dejó McLaren por Ferrari a fines de 1986, sus monoplazas habían ganado 31 Grandes Premios para el equipo.
El motor TAG V6 de 80.° había sido financiado por Mansour Ojjeh de Techniques d'Avant Garde (TAG) y fue construido por Porsche según las especificaciones de Barnard para el MP4/1E y su exitoso reemplazo, el MP4/2. Después de debutar en el nuevo MP4/1E de Lauda en el Gran Premio de los Países Bajos de 1983 con aproximadamente 700 HP (522 kW; 710 CV), la potencia aumentó constantemente hasta que el motor turboalimentado de 1.5 litros llamado TTE PO1 produjo alrededor de 950 HP (708 kW; 963 CV) al final de su vida en 1987.

### Años en Ferrari
En 1986, la relación laboral entre Barnard y el jefe de McLaren, Ron Dennis, se había deteriorado. Esto llevó a la especulación de que Barnard dejaría el equipo, y no fue una sorpresa cuando se anunció antes del Gran Premio de Alemania de 1986 que se uniría a Ferrari en 1987. La Scuderia no había ganado un Gran Premio desde que Michele Alboreto ganó el Gran Premio de Alemania de 1985, y el diseñador había podido nombrar sus términos. Con una gran suma de dinero del equipo para establecer una oficina de diseño en Guildford, Inglaterra, Barnard fundó la Oficina Técnica de Ferrari Guildford a principios de 1988 y comenzó a trabajar para que Ferrari volviera a ganar regularmente (según Barnard, el nombre de la oficina de Guildford) había sido un juego de palabras de uno de los coches de carretera de Ferrari, el GTO). Gerhard Berger ganó las dos últimas carreras de la temporada 1987, seguida de una afortunada victoria en el Gran Premio de Italia de 1988, en una temporada de dominio total de McLaren, cuyo MP4/4 con motor Honda había sido diseñado por un excolega Steve Nichols, con algo de ayuda del reemplazo de Barnard en el equipo, el diseñador de Brabham de mucho tiempo, Gordon Murray. Ferrari terminó cuarto en el Campeonato de Constructores en 1987 y subcampeón en 1988.
Del Ferrari F1/87 diseñado por Gustav Brunner y del F1/87/88C actualizado que se usó en las temporadas 1987 y 1988, Barnard afirmó que el coche tenía un diseño diferente al que él habría elegido según las regulaciones, pero que cuando llegó en el equipo ya se había comenzado a trabajar en la construcción de los autos y poco se podía hacer para cambiar las cosas sin un gasto considerable. Además, dado que 1988 fue el último año para los autos turboalimentados, su enfoque principal fue diseñar el monoplaza de 1989 para cumplir con las nuevas regulaciones de la FIA que requerían que todos los monoplazas de Fórmula 1 usaran un motor de aspiración natural de 3.5 litros.
Mientras estuvo en Ferrari, Barnard alborotó algunas plumas con su forma de hacer las cosas. A pesar de ser el director técnico del equipo, se alejó del equipo cuando decidió instalar su oficina en Inglaterra y no en la fábrica de Maranello como había sido la tradición incluso con miembros del equipo no italianos como el ingeniero jefe del equipo en ese momento, su compatriota  Harvey Postlethwaite. Barnard razonó que permitiría trabajar más en el diseño del monoplaza de 1989 sin las distracciones de la fábrica y la prensa italiana, que era conocida por criticar cualquier falla de Ferrari. También prohibió la larga tradición del equipo de tener vino en la mesa del almuerzo de los mecánicos durante las pruebas, algo que resultó impopular entre la mayoría de los mecánicos italianos del equipo.
En 1989, Barnard fue pionero en el mecanismo electrónico de cambio de marchas, ahora conocido como caja de cambios semiautomática, que funcionaba mediante dos levas en el volante. Este sistema revolucionario había demostrado ser frágil en las pruebas desde principios de 1988 y muchos en la F1 esperaban que fallara. Sin embargo, el nuevo recluta del equipo, Nigel Mansell, llevó el nuevo Ferrari 640 con motor V12 a la victoria por primera vez en el Gran Premio de Brasil en Río de Janeiro. Barnard había instigado su segunda revolución técnica, y en 1995 todos los equipos tenían una copia de la caja de cambios de Ferrari. Desafortunadamente, este sería el único final registrado por Mansell o Berger hasta la Ronda 7 cuando Mansell terminó segundo en el Gran Premio de Francia en Paul Ricard. La nueva caja de cambios había sido la causa de muchos abandonos para el equipo, pero cuando llegaron a Francia, los problemas se habían resuelto (no había suficiente energía de la batería que alimentaba la caja de cambios electrónica) y la caja de cambios semiautomática comenzó a mostrar sus ventajas.
Gerhard Berger aprovechó una de esas ventajas del nuevo sistema después de sufrir un fuerte accidente a alta velocidad en el Gran Premio de San Marino. Su monoplaza golpeó la pared en la curva Tamburello a cerca de 180 mph (290 km/h) y con casi toda la carga de combustible estalló en llamas, dejando al austríaco (que quedó inconsciente) con quemaduras en las manos. Sus lesiones lo mantuvieron fuera de la próxima carrera en Mónaco, y normalmente lo habrían dejado fuera por más tiempo, pero al poder hacer cambios de marcha sin que sus manos dejaran el volante, pudo regresar a México, solo dos carreras después de su accidente. Berger y el jefe del equipo, Cesare Fiorio, dijeron a la prensa en México que si el Ferrari no hubiera estado equipado con la revolucionaria caja de cambios de Barnard, las lesiones de Berger no le habrían permitido volver a competir tan pronto.
Tras el segundo puesto de Mansell en Francia y la nueva fiabilidad del coche, los resultados mejoraron drásticamente. Los lugares del podio se mezclaron con Mansell ganando el Gran Premio de Hungría y Berger ganando en Portugal. Después de anotar solo 21 puntos en la primera mitad de la temporada (todos para Mansell), el 640 diseñado por John Barnard estuvo a la altura de las circunstancias y anotó 39 en la segunda mitad (21 de ellos para Berger, quien anotó su primer final del año con un segundo lugar en Monza), dando al equipo el tercer lugar detrás de McLaren y Williams en el Campeonato de Constructores.

## Década de 1990
Para 1990, el francés Alain Prost fue fichado en un intercambio efectivo, enviando al favorito de Ferrari, Gerhard Berger, a McLaren. A pesar de su amistad y buena relación laboral pasada con Prost en McLaren, Barnard optó por dejar el equipo con sede en Maranello y unirse a Benetton. Buscando un nuevo desafío y disfrutando de trabajar de nuevo para un equipo con sede en Inglaterra, estaría libre de la prensa italiana, donde las numerosas fallas durante las pruebas de la caja de cambios semiautomática en 1988 a menudo habían sido noticia, a pesar de ser menores.

### Paso por Benetton
Como nuevo director técnico del equipo, Barnard ayudó al diseñador jefe Rory Byrne con el retador de Benetton de 1990, el Benetton B190 con un motor Ford V8, que debutó en el Gran Premio de San Marino de 1990, y al final de la temporada obtuvo dos victorias en manos del triple campeón mundial Nelson Piquet, que fueron las últimas dos carreras de la temporada en Japón y Australia (el Gran Premio de Australia fue también el Gran Premio del Campeonato Mundial número 500 celebrado desde que comenzó el campeonato en 1950).
Barnard también ayudó a diseñar el Benetton B191 para la temporada 1991, asistido por el nuevo diseñador del equipo, Mike Coughlan. El B191, que fue el primer Benetton en utilizar el perfil frontal anédrico elevado del que fue pionero el equipo Tyrrell en 1990 (el Tyrrell 019 fue diseñado por Harvey Postlethwaite) y desde entonces se ha convertido en estándar en casi todos los coches de carreras de ruedas descubiertas, llevó a Piquet a su victoria número 23. y última en el Gran Premio de Canadá. Después de completar el Benetton B192 para la temporada 1992 (con la ayuda de Rory Byrne y Ross Brawn), en la que el futuro siete veces campeón mundial Michael Schumacher obtendría su primera victoria en un Gran Premio de Bélgica, Barnard dejó Benetton después de una disputa con el jefe del equipo, Flavio Briatore por dinero.

### Regreso a Ferrari
Después de trabajar durante un corto tiempo en el proyecto Toyota F1, que nació muerto a mediados de 1993, Barnard regresó a Ferrari, que estaba una vez más en una mala racha, sin haber podido ganar una sola carrera desde 1990. Una vez más, Barnard pudo nombrar sus términos y abrió una nueva oficina técnica en Surrey llamada Ferrari Design and Development (FDD). Desde su oficina en el Reino Unido, Barnard comenzó a trabajar en el 412T1B que finalmente devolvió a Ferrari a lo más alto del podio a manos del antiguo favorito del equipo, Gerhard Berger.
Barnard continuó diseñando los monoplazas de Fórmula 1 de Ferrari durante cuatro temporadas, incluido el 412T2; lo que llevó a Jean Alesi a su única victoria en una carrera. Sin embargo, en 1996 se estaban produciendo cambios importantes en el equipo italiano. Con Berger y Alesi eliminados, y el actual campeón mundial Michael Schumacher instalado como piloto principal, el director del equipo, Jean Todt, se dispuso a construir una oficina de diseño en Maranello. No dispuesto a trasladarse a Italia, el F310B de 1997 de Barnard iba a ser su último diseño cuando Todt nombró al sudafricano Rory Byrne como diseñador jefe y al británico Ross Brawn como director técnico. En el verano de 1997, FDD se compró a Ferrari y se convirtió en B3 Technologies, poniendo fin a la asociación de Barnard con Ferrari. Aunque ya no forma parte del equipo, el chasis del F310B del diseñador llevó a Michael Schumacher tentadoramente cerca del título y su victoria en el Gran Premio de Japón iba a ser la última para un coche de Barnard.

### Arrows y Prost
En 1998, B3 Technologies comenzó a trabajar para el equipo de Fórmula 1 Arrows, pero el acuerdo pronto se convirtió en disputa cuando el equipo Prost también subcontrató al equipo de I+D. El Arrows A19 anotó los últimos puntos para un monoplaza completamente diseñado por Barnard cuando Pedro Diniz quedó quinto en el caótico y lluvioso Gran Premio de Bélgica de 1998. En última instancia, Barnard trabajó como consultor técnico para el equipo Prost hasta su desaparición en 2001, cuando decidió dedicarse a las carreras de motociclismo y se convirtió en director técnico del equipo Team KR.

### Después de las carreras
El 29 de febrero de 2008, Barnard vendió su empresa, B3 Technologies, a tres personas, una de las cuales había trabajado anteriormente para él, y se pasó al diseño de muebles con el destacado diseñador Terence Woodgate. B3 Technologies se puso en administración a finales de 2008.
En 2018, el escritor Nick Skeens publicó la biografía de Barnard The Perfect Car, con la estrecha cooperación de Barnard y el aporte de muchos de sus asociados, pilotos y rivales.